# Sieveringen
Sieveringen – dzielnica (Ortsteil) wiejskiej gminy Ense w powiecie Soest, w kraju związkowym Nadrenia Północna-Westfalia, w rejencji Arnsberg.

## Demografia
Według danych z 2000 roku w Sieveringen mieszkało 367 mieszkańców. Liczba ta stopniowo wzrastała lub się zmniejszała; 357 (2005), 343 (2010), 362 (2015), 364 (2020). Według spisu ludności z lipca 2024 roku, w Sieveringen mieszkało 366 mieszkańców.

## Historia
Pierwsza udokumentowana wzmianka o Sieveringen pochodzi z 1234 roku. Wtedy jeszcze miejsce to nazywało się "Sewadinchusen".

### Reorganizacja gmin
W ramach reorganizacji gmin 1 lipca 1969 roku Sieveringen wraz z 13 innymi miejscowościami stało się częścią nowej gminy Ense.

## Edukacja
Według danych z 2022 roku w Sieveringen oraz Waltringen, Volbringen, Gerlingen, Ruhne, Oberense i Bittingen nie ma placówek opieki nad dziećmi.